# Teufelsspitze
Teufelsspitze är en bergstopp i Österrike.   Den ligger i distriktet Lienz och förbundslandet Tyrolen, i den centrala delen av landet, 300 km väster om huvudstaden Wien. Toppen på Teufelsspitze är 2 718 meter över havet.
Terrängen runt Teufelsspitze är huvudsakligen bergig, men den allra närmaste omgivningen är kuperad. Runt Teufelsspitze är det ganska glesbefolkat, med 26 invånare per kvadratkilometer.. Närmaste större samhälle är Matrei in Osttirol, 14,8 km söder om Teufelsspitze. 
Trakten runt Teufelsspitze består i huvudsak av gräsmarker.